# Клавдія
Кла́вдія — християнське жіноче ім'я. Походить від лат. Claudia — «з роду Клавдіїв». Жіноча форма імені Клавдій, що походить від давньоримського номена «Клавдій» (Claudius), згідно з легендою, пов'язаного зі словом claudus — «кульгавий» (тому «Клавдія» часто тлумачать як «кульгава»), але існують і вірогідніші версії його походження (див. «Походження номена Клавдій»).
Українські зменшені форми — Клава, Клавочка, Клавонька, Клавуся, Клавусенька, Клавусечка, Клавуська, Клавуня, Клавуненька, Клавунечка, Клавунька, Клавця.

## Іменини
- За православним календарем (новий стиль) — 6 січня (Клавдія Римська), 2 квітня (Клавдія Амісійська (Понтійська)), 31 травня і 19 листопада (Клавдія Анкирська (Коринфська))[3].
- За католицьким календарем — 18 травня (Клавдія Анкирська (Коринфська)), 20 березня (Клавдія Амісійська (Понтійська))[4].

## Відомі носійки

### Стародавній Рим
- Клавдія Пульхра Терція — дочка Аппія Клавдія Пульхра.
- Клавдія Пульхра — перша дружина майбутнього імператора Октавіана Августа.
- Клавдія Пульхра — дочка Марка Валерія Мессали Аппіана.
- Клавдія Октавія — дружина імператора Нерона.
- Клавдія Августа — дочка Нерона.
- Клавдія Антонія — дочка імператора Клавдія.
- Клавдія Марцелла Старша — дочка Гая Клавдія Марцелла.
- Свята Клавдія — мати папи Ліна.
- Клавдія Прокула — згідно з апокрифами і Святим Переказом, дружина Понтія Пілата, одна з ранньохристиянських святих.
- Клавдія Метродора — греко-римська громадська благодійниця.

### Новий час
- Клавдія Феліцита Австрійська — імператриця Священної Римської імперії, друга дружина імператора Леопольда I.
- Клавдія Іванівна Шульженко (1906—1984) — радянська співачка.
- Клавдія Вадимівна Високова (більш відома як Клава Кока; нар. 1996) — російська відеоблогерка, співачка й авторка пісень.
- Клаудія Кардінале (нар. 1938) — італійська кіноактриса.
- Клаудія Шиффер (нар. 1970) — німецька фотомодель.